# Municipio de Gray (Illinois)
El municipio de Gray (en inglés: Gray Township) es un municipio ubicado en el condado de White en el estado estadounidense de Illinois. En el año 2010 tenía una población de 1141 habitantes y una densidad poblacional de 16,08 personas por km².

## Geografía
El municipio de Gray se encuentra ubicado en las coordenadas 38°13′56″N 88°3′21″O / 38.23222, -88.05583. Según la Oficina del Censo de los Estados Unidos, el municipio tiene una superficie total de 70.94 km², de la cual 69,78 km² corresponden a tierra firme y (1,64 %) 1,17 km² es agua.

## Demografía
Según el censo de 2010, había 1141 personas residiendo en el municipio de Gray. La densidad de población era de 16,08 hab./km². De los 1141 habitantes, el municipio de Gray estaba compuesto por el 98,77 % blancos, el 0,44 % eran amerindios y el 0,79 % eran de una mezcla de razas. Del total de la población el 0,61 % eran hispanos o latinos de cualquier raza.